# Charinidae

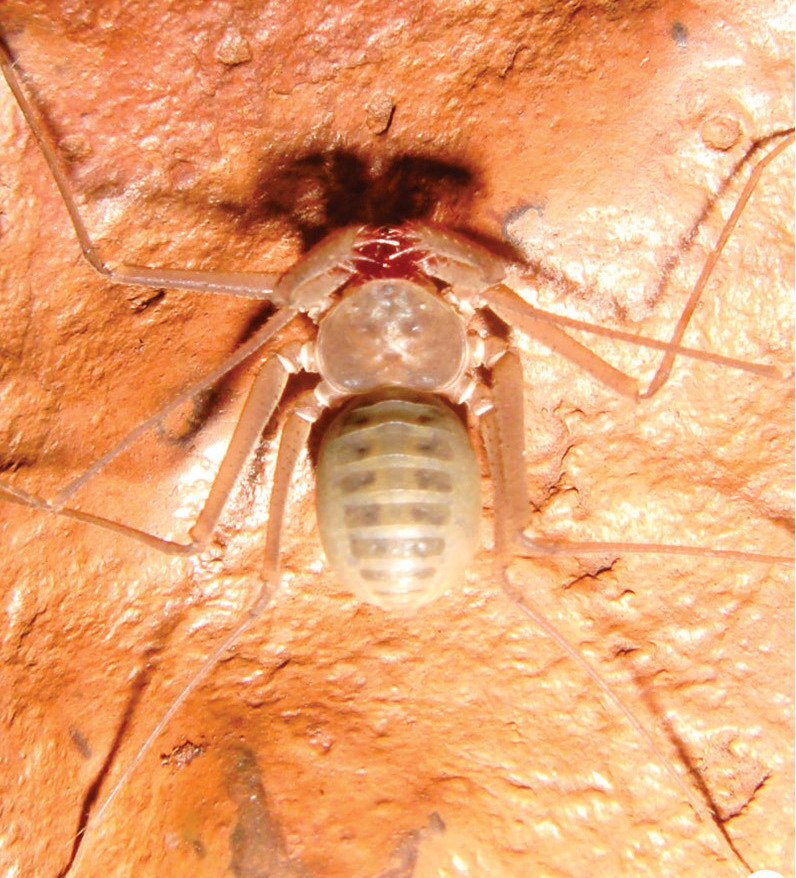
Charinus carajas

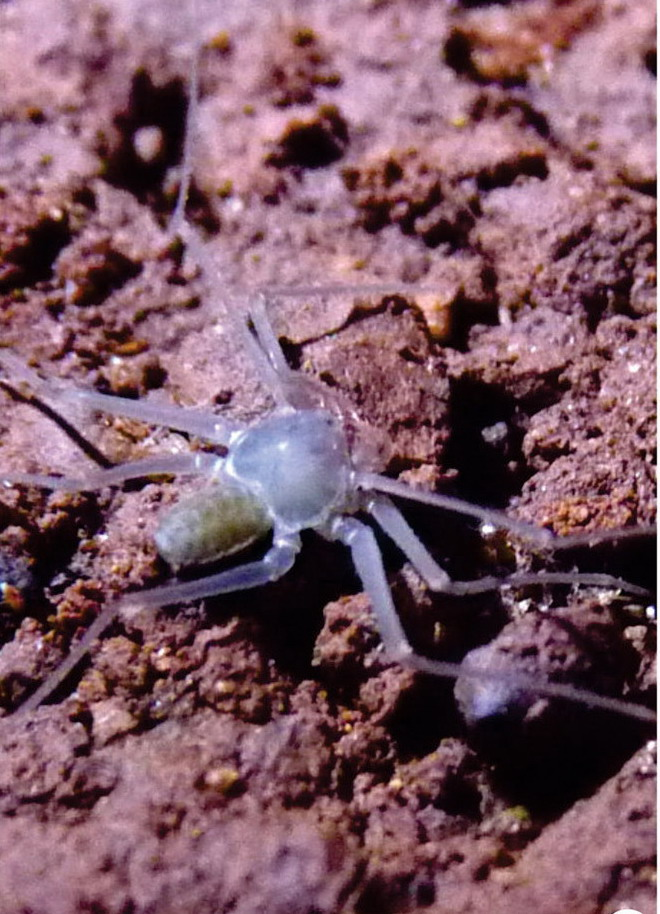
Charinus ferreus

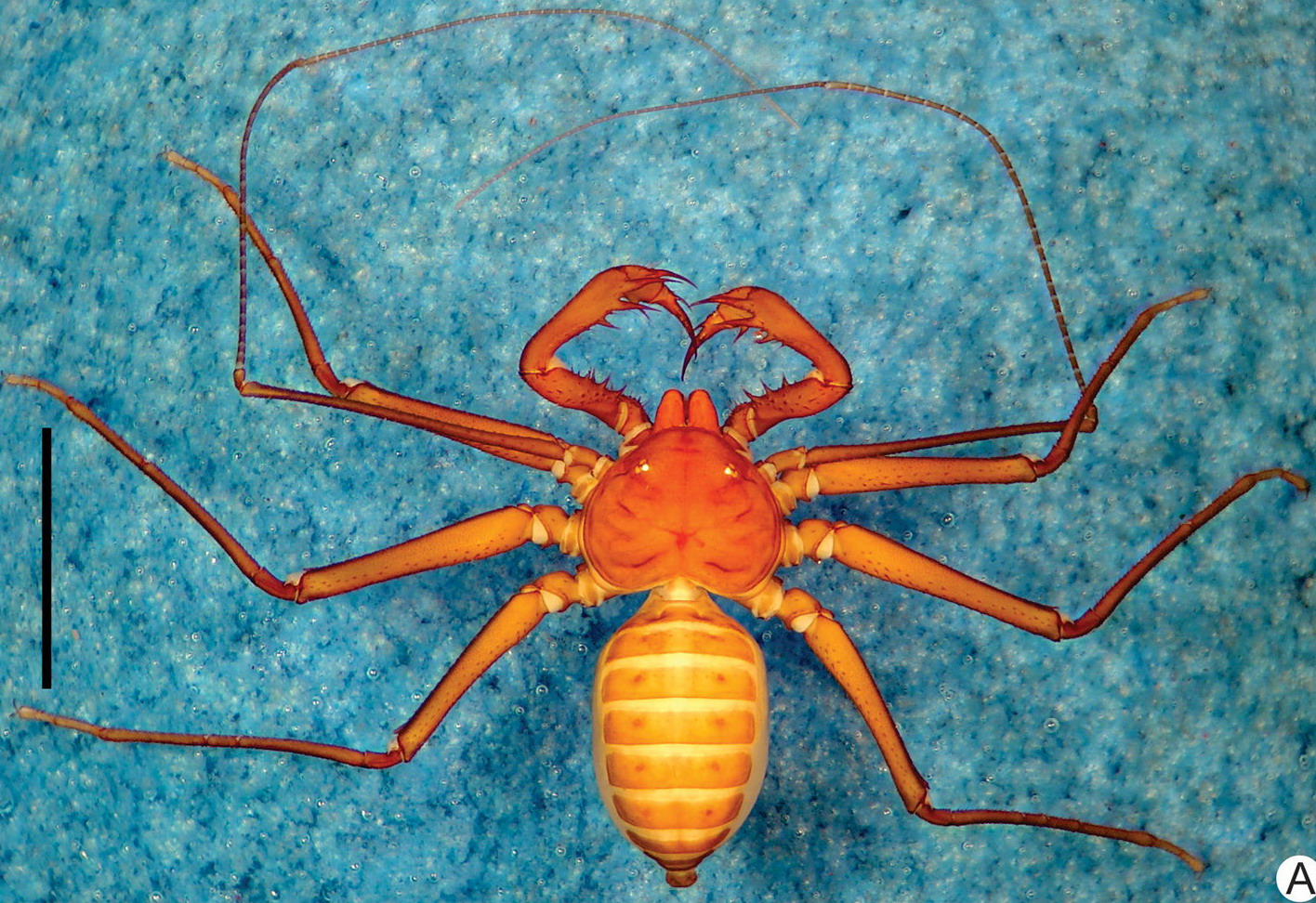
Charinus guto

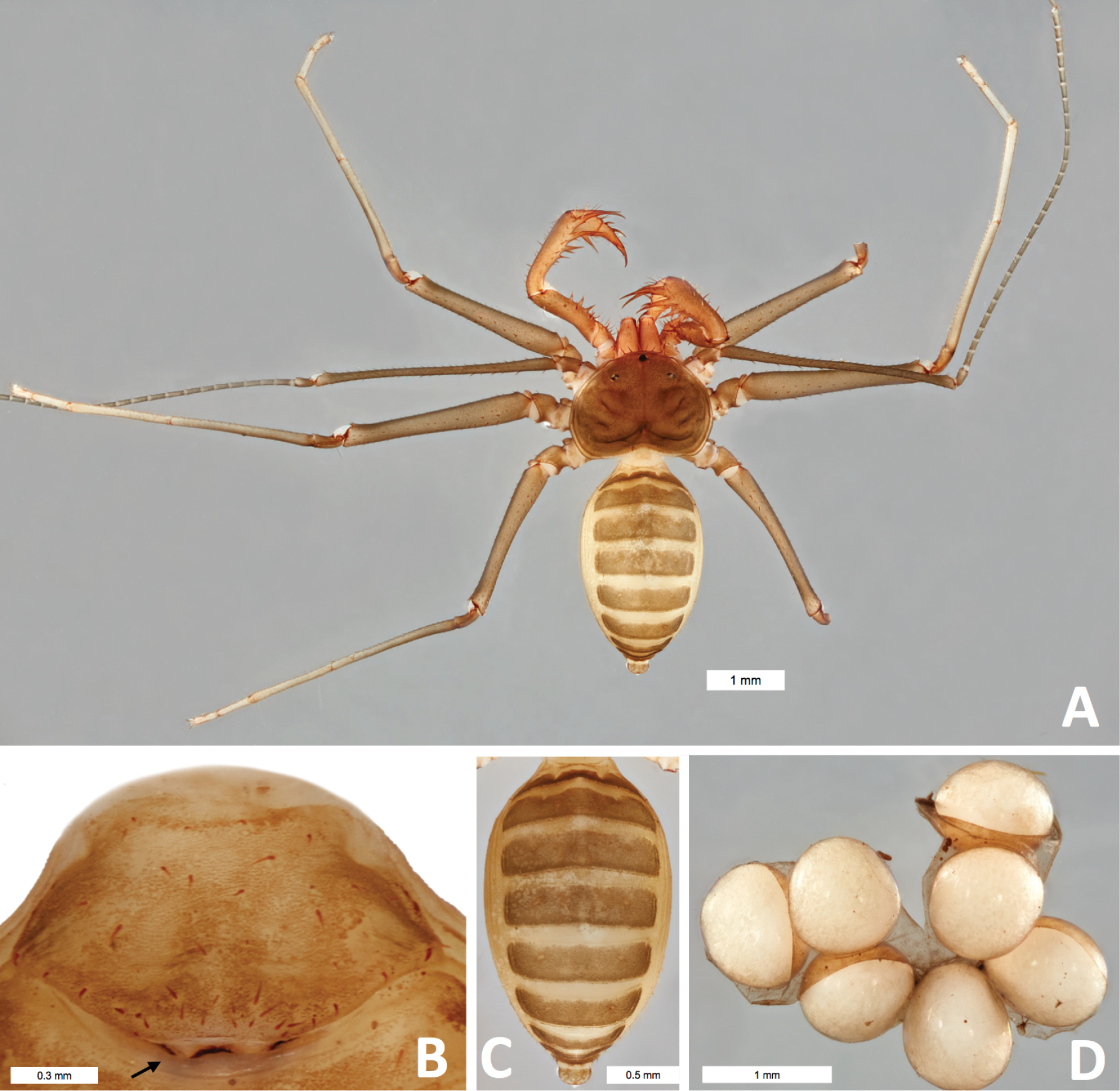
Charinus kakum

Charinidae (лат.) — семейство паукообразных отряда фринов (Amblypygi).

## Распространение
Встречаются повсеместно в тропических странах.

## Описание
Отличается от других семейств отряда Amblypygi следующей комбинацией признаков: вертлуг педипальп с двумя вентральными шипами (спинной шип отсутствует); голень педипальпы с двумя спинными и одним брюшным шипами; вентральный шип на голени педипальпы расположен дистально; лапка педипальпы с одним-тремя дорсальными шипами; передне-вентральный апофиз вертлуга педипальпы щетинковидного, не шиповидный; базальный сегмент хелицеры с четырьмя зубцами, проксимальный зубец двузубчатый; лапка педипальпы и коготок сочленены; лапки ног с аролиумом.

## Классификация
Семейство включает 3 рода и около 100 видов. Выделено в монотипические надсемейство Charinoidea Weygoldt, 1996 и инфраотряд Charinina Weygoldt, 1996.
Род Catageus Thorell, 1889 (с одним видом Catageus pusillus, теперь Catageus cavernicola), ранее включаемый в семейство Charinidae в 2018 году был перенесён в Charontidae, где с ним синонимизирован род Stygophrynus и все его виды, включая типовой Stygophrynus cavernicola.
- Род ?Charinides  Gravely, 1911 (с 2018 года синоним Sarax)
  - Charinides bengalensis  Gravely, 1911
- Род Charinus Simon, 1892 (= Tricharinus Quintero, 1986[3])
  - Charinus abbatei Delle Cave, 1986
  - Charinus acaraje Pinto-da-Rocha, Machado & Weygoldt, 2002
  - Charinus acosta (Quintero, 1983)
  - Charinus africanus Hansen, 1921
  - Charinus aguayoi Moyá-Guzman, 2009
  - Charinus asturius Pinto-da-Rocha, Machado & Weygoldt, 2002
  - Charinus australianus (L. Koch, 1867)
  - Charinus bahoruco Teruel, 2016
  - Charinus belizensis Miranda, Giupponi & Wizen, 2016[7]
  - Charinus bengalensis (Gravely, 1911)
  - Charinus bordoni (Ravelo, 1975)
  - Charinus brazilianus Weygoldt, 1972
  - Charinus bruneti  Teruel & Questel, 2011
  - Charinus camachoi (Gonzalez-Sponga, 1998)
  - Charinus carajas  Giupponi & Miranda, 2016[8]
  - Charinus caribensis (Quintero, 1986)
  - Charinus centralis Armas & Avila Calvo, 2000
  - Charinus cubensis (Quintero, 1983)
  - Charinus decu (Quintero, 1983)
  - Charinus dhofarensis Weygoldt, Pohl & Polak, 2002
  - Charinus diblemma Simon, in Fage & Simon 1936
  - Charinus dominicanus Armas & Gonzalez, 2001
  - Charinus fagei Weygoldt, 1972
  - Charinus gertschi Goodnight & Goodnight, 1946
  - Charinus guianensis (Caporiacco, 1947)
  - Charinus guianensis (Quintero, 1986)
  - Charinus insularis Banks, 1902
  - Charinus ioanniticus (Kritscher, 1959)
  - Charinus israelensis Miranda et al., 2016[9]
  - Charinus jeanneli Simon, in Fage & Simon 1936
  - Charinus kakum Harms, 2018[10]
  - Charinus koepeckei Weygoldt, 1972
  - Charinus madagascariensis Fage, 1946
  - Charinus milloti Fage, 1939
  - Charinus montanus Weygoldt, 1972
  - Charinus muchmorei Armas & Teruel, 1997
  - Charinus mysticus Giupponi & Kury, 2002
  - Charinus neocaledonicus Simon, in Kraepelin 1895
  - Charinus pardillalensis (Gonzalez-Sponga, 1998)
  - Charinus pescotti Dunn, 1949
  - Charinus platnicki (Quintero, 1986)
  - Charinus ruschii Miranda et al., 2016[11]
  - Charinus santanensis Vasconcelos et Ferreira, 2017[12]
  - Charinus schirchii (Mello-Leitao, 1931)
  - Charinus seychellarum Kraepelin, 1898
  - Charinus sillami Réveillion et Maquart, 2015[13]
  - Charinus socotranus Weygoldt, Pohl & Polak, 2002
  - Charinus spelaeus Vasconcelos et Ferreira, 2017[12]
  - Charinus taboa  Vasconcelos, Giupponi & Ferreira, 2016[14]
  - Charinus tomasmicheli Auktor	Armas, 2007
  - Charinus troglobius Baptista & Giupponi, 2002
  - Charinus tronchonii (Ravelo, 1975)
  - Charinus victori  de Armas, 2010[15]
  - Charinus vulgaris  Miranda & Giupponi, 2011[16]
  - Charinus wanlessi (Quintero, 1983)
  - другие: Charinus alagoanus, Charinus apiaca, Charinus carinae, Charinus carioca, Charinus carvalhoi, Charinus cearensis, Charinus diamantinus, Charinus euclidesi, Charinus goitaca, Charinus guayaquil, Charinus imperialis, Charinus loko, Charinus magalhaesi, Charinus miskito, Charinus mocoa, Charinus monasticus, Charinus palikur, Charinus perquerens, Charinus puri, Charinus renneri, Charinus sooretama, Charinus souzai, Charinus susuwa, Charinus una Miranda et al., 2021[1]
- Род Sarax Simon, 1892
  - Sarax brachydactylus Simon, 1892
  - Sarax buxtoni (Gravely, 1915a)
  - Sarax cochinensis (Gravely, 1915)
  - Sarax davidovi Fage, 1946
  - Sarax javensis (Gravely, 1915)
  - Sarax mediterraneus Delle Cave, 1986
  - Sarax rimosus (Simon, 1901)
  - Sarax sarawakensis (Thorell, 1888)
  - Sarax singaporae Gravely, 1911
  - Sarax willeyi Gravely, 1915
  - другие: Sarax bilua, Sarax dunni, Sarax gravelyi, Sarax indochinensis, Sarax lembeh, Sarax palau, Sarax rahmadii, Sarax tiomanensis Miranda et al., 2021[1]
- Род Weygoldtia Miranda, Giupponi, Prendini & Scharff, 2018[6]
  - Weygoldtia consonensis Miranda et al., 2021
  - Weygoldtia davidovi  (Fage, 1946)